# 渭南 (四国西南部)

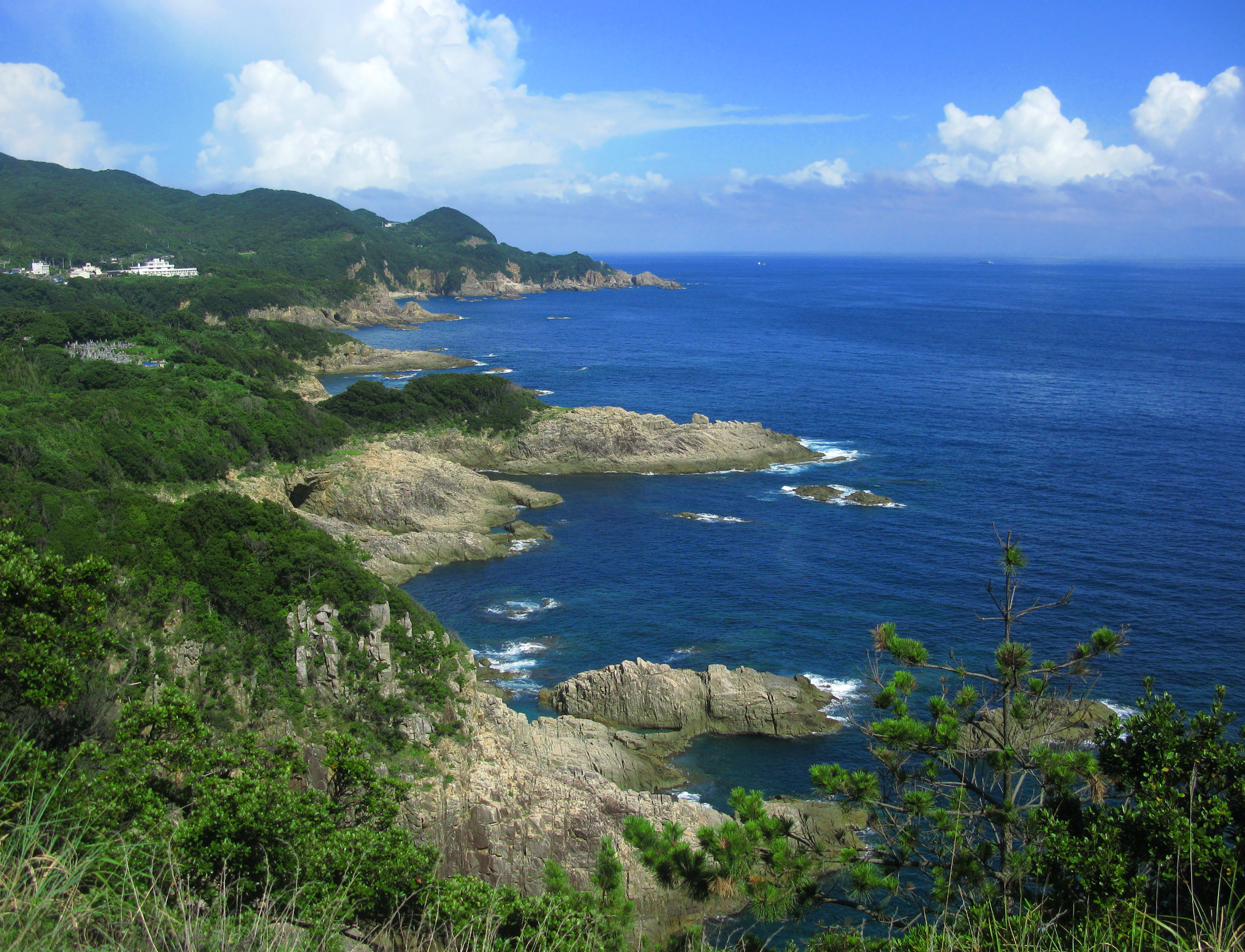
「渭南海岸」に含まれる、足摺岬西側の「臼碆（うすばえ）」の海岸。鵜ノ岬から足摺岬方向を望む。

渭南（いなん）は、四国の西南部（四国西南地域）にある地域を指す名称。狭義では高知県西南端部の足摺岬周辺一帯を、広義では高知県幡多地方南部と愛媛県南予地方南部にまたがる地域を指す。
この地域名称に関連する形で、地理において渭南海岸や渭南山地（今ノ山山地）・渭南半島、言語において渭南方言などの用語も用いられる。

## 名称
「渭南」はもともと高知県西南端部の地名で、古くは「以南」や「伊南」と書かれた。「いなん」という地名の由来は不明であるが、『和名抄』において土佐国幡多郡に見られる「鯨野（いさの）郷」に由来するとの説や、「四万十川以南」に由来するとの説がある。
「渭南」という表記は、四万十川を中国の渭水に見立てたものである。渭水は周の文王が賢人太公望に出会ったとされる川で、その流域には咸陽・長安といった都が置かれた。渭水の南を指す「渭南」も漢籍の教養がある人々には知られた地名であった。「渭南」はそうした文傑の士を輩出した土地にあやかった、あるいは四万十川が流れる「小京都」土佐中村（現在の四万十市）に文化が栄え、多くの人材を出す郷土への自負を込めた呼称であった。

## 名称と範囲の変遷

### 幡多郡の「以南」
平安時代末期の嘉応年間（1169年 - 1171年）と推測される金剛福寺（現在の土佐清水市足摺岬）の文書に「伊南」の地名が見られ、「以布里」（現在の土佐清水市以布利）がこの範囲に含まれていた。鎌倉時代の建長2年（1250年）の年記を持つ「九条道家惣処分状」によれば、一条実経に譲られた幡多荘内に「以南村」があった（同一文書を紹介して「以南庄」とする文章もある）。中世の「以南」の範囲は不明確であるが、以布利や清水、三崎などが「以南村」に含まれていたようである。
天正17年（1589年）から18年（1590年）にかけての長宗我部氏の検地では、現在の土佐清水市全域、四万十市の一部、大月町南部にかけての一帯が「以南」として挙げられている。江戸時代にも「以南」（あるいは「以南郷」）という地域名称は引き続き用いられ、『南路志』などにも記載がある。『土佐国国産往来』には、この地域の産品として「伊南の鰹節」が挙げられている。
明治期にも高知県の文書で「以南」が用いられた。『角川日本地名大辞典』は、1897年（明治30年）に土陽新聞幡多支局長を務めていた野中楠吉が同紙に「渭南通信」を掲載したことが、「渭南」という表記の始まりとしている。

### 「渭南」の拡張

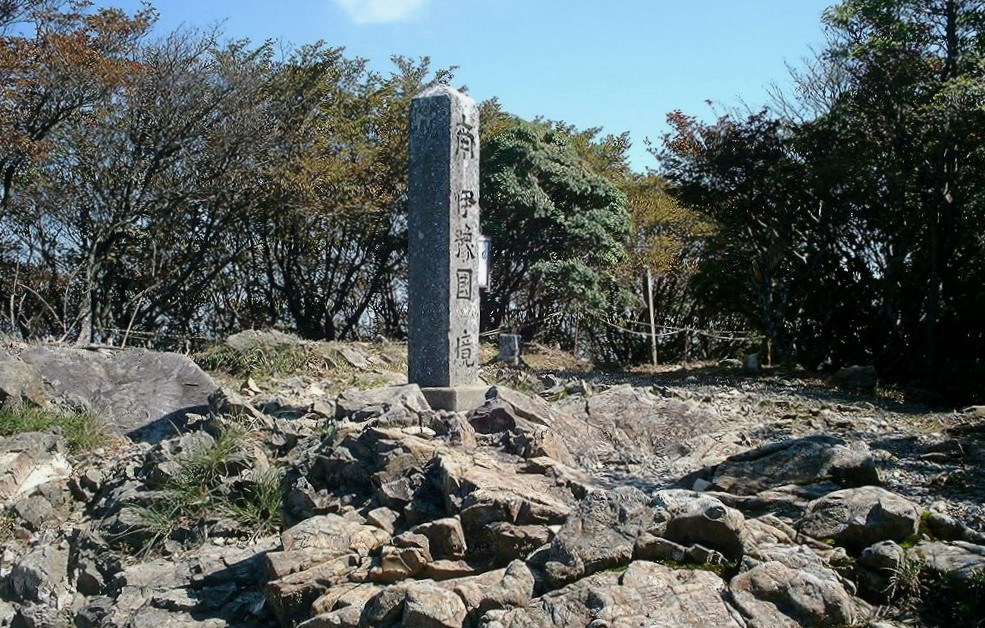
篠山山頂。県境（予土国境）であることを示す石碑が立つ。

「渭南」が高知県側のみならず愛媛県側にもまたがる地域名として使用されるようになったことについては、1901年（明治34年）に高知県以南地域の教育者団体「以南教務研究会」と愛媛県側南予地域の教育者団体が合同で「予土合同研究会」を開催した際、以南教務研究会の会長であった中平信太郎が両地域を合わせた呼称として「渭南」を拡大することを提唱し、討議の結果、高知県の西南海岸と愛媛県の宇和海の海岸地域を指す呼称として受け入れられたことが挙げられるという（同年、「以南教務研究会」は「渭南教育会」に改称した）。また、中平信太郎が校長を務めていた清松・上灘両村組合立南陽高等小学校は「渭南高等小学校」に改称した。
教育界側の文章によれば、「渭南」の名称の使用は当初教育界以外にはあまり広がらなかったというが、大正期には公文書でも「以南」に代わって「渭南」が用いられるようになったという。
1951年に高知県知事が厚生大臣に提出した「渭南国立公園指定申請書」では「高知県幡多郡白田川村より愛媛県北宇和郡日振島村に到る海岸一帯」を「渭南海岸」とした。以後高知県と愛媛県による「渭南国立公園指定運動」が活発化し、1955年（昭和30年）には「足摺国定公園」が指定された。その後、1964年に指定地域が拡張され、1972年に足摺宇和海国立公園となるが、この過程で「渭南」と把握される地域も拡大したという。

## 渭南海岸

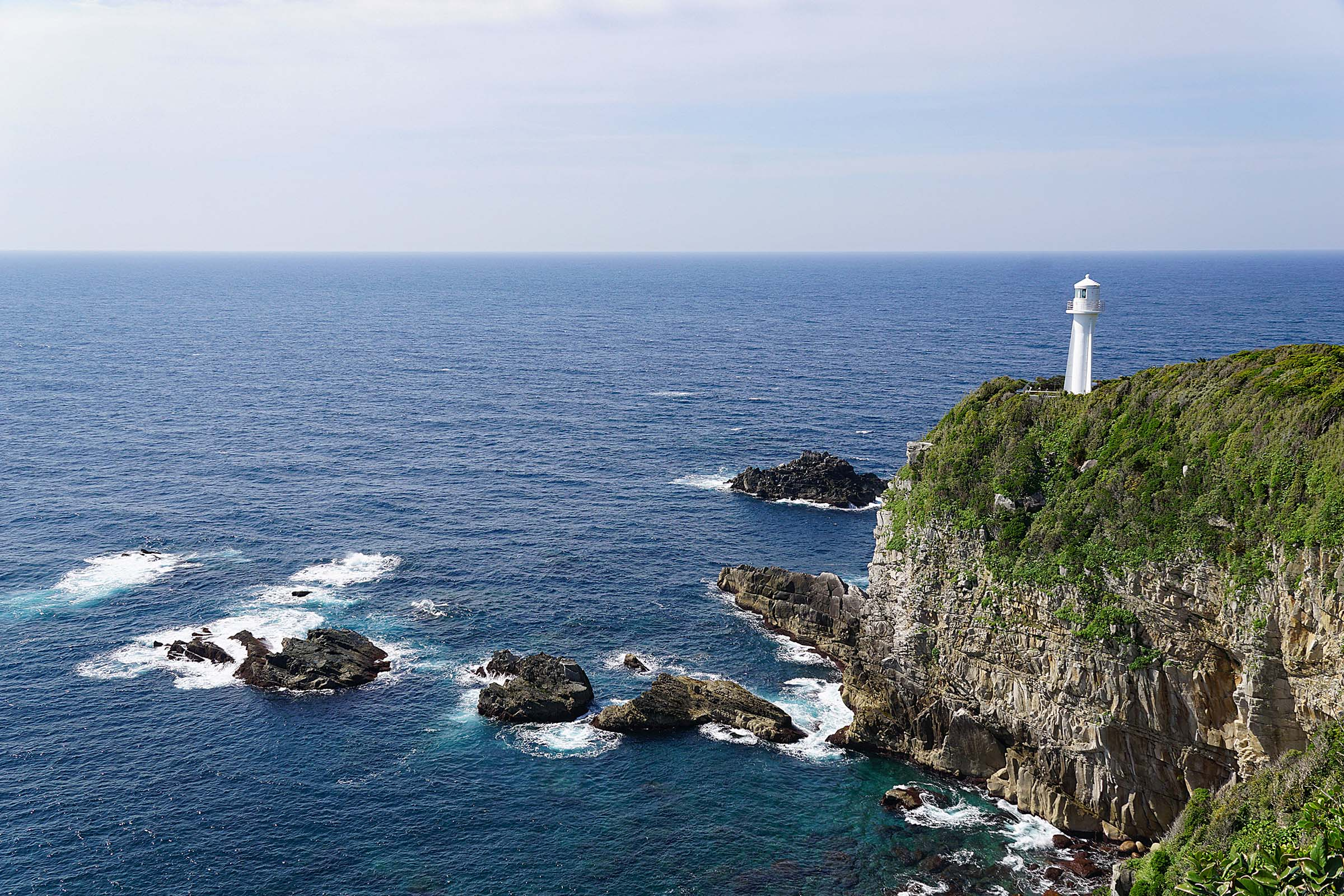
足摺岬

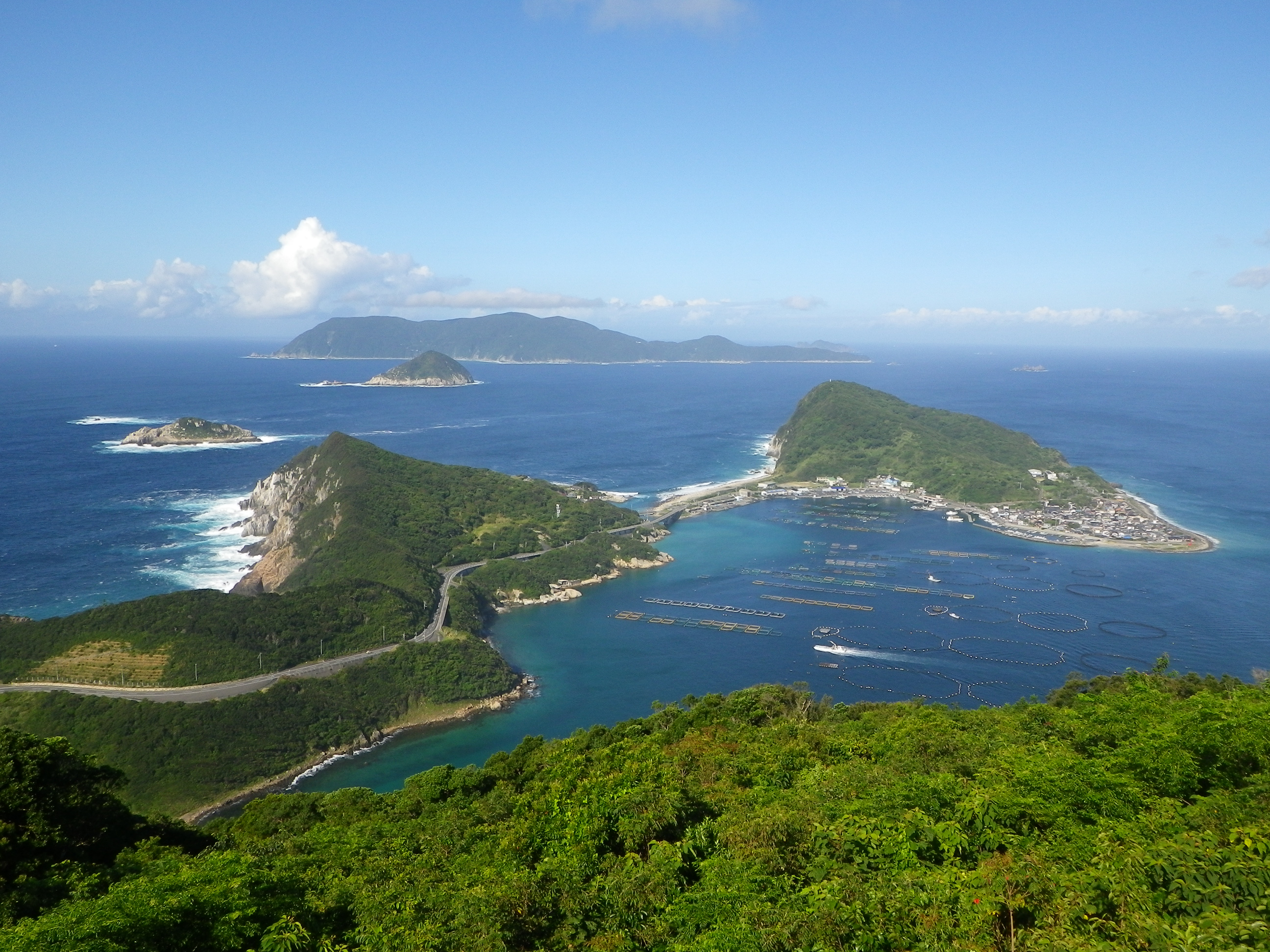
柏島（右）と沖の島（奥）

高知県側のみを指す「渭南」の範囲については、以下のような記述がある。
- 四万十川河口南岸から足摺岬・叶崎・柏島付近にかけての地域が、歴史的な地域呼称として「以南」と呼ばれた（『角川日本地名大辞典』の「以南」）[5]。
- 渡川（四万十川）河口から足摺岬半島・柏島を経由し、小筑紫（現在の宿毛市小筑紫町）以南に及ぶ地域を「渭南地方」と呼ぶ（『土佐名勝志』1913年の「渭南地方」）[10]。
- 土佐清水市下ノ加江から足摺岬を経て大月町大堂に至る海岸を「渭南海岸」と呼ぶ（『日本大百科全書(ニッポニカ)』の「渭南海岸」）[6]

渭南海岸は足摺宇和海国立公園の主要部を構成しており、以下の景勝地を含む。
- 足摺岬・竜串（土佐清水市）
- 咸陽島（宿毛市）
- 大堂海岸（大月町）
- 柏島（大月町）

土佐清水市下ノ加江と四万十市津蔵渕の境界に位置する伊豆田峠は急峻な坂であり（「伊豆田坂」とも呼ばれる）、古来交通の難所として知られていた。付近には式内社の伊豆田神社（土佐清水市下ノ加江）がある。伊豆田峠を通っていた旧街道は「渭南地方へ通じる主要道」とも説明される。この街道の役割は国道321号が引き継いでおり、現在は新伊豆田トンネルが通過している。国道化される以前の旧旧道の峠道では、1957年（昭和32年）に乗員乗客5人が死亡するバスの転落事故があった。この事故をもとに田宮虎彦の小説『赤い椿の花』が書かれ、同小説を原作として映画『雲がちぎれる時』（松竹京都、1961年。佐田啓二主演）が製作された。

## 高知県と愛媛県にまたがる「渭南地方」

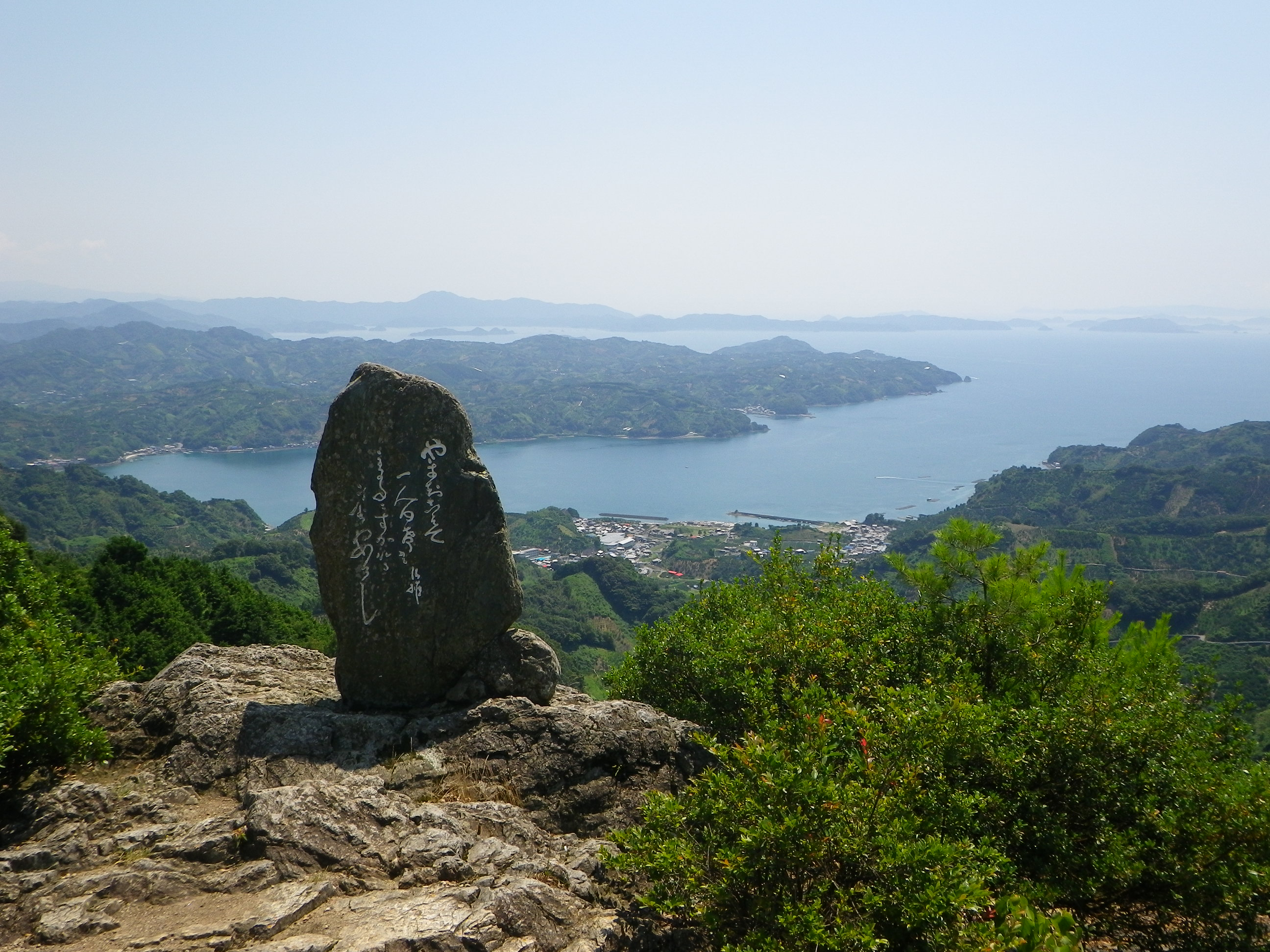
法華津峠から望む宇和海

高知県と愛媛県にまたがり「渭南」として把握される、足摺宇和海国立公園の関係市町村は、2022年現在以下の4市2郡3町1村となる。
- 宿毛市
- 土佐清水市
- 四万十市
- 幡多郡
  - 大月町
  - 三原村
  - 黒潮町
- 宇和島市
- 南宇和郡
  - 愛南町

この地域は、国土開発や観光などの面で「四国西南（地域）」と呼ばれる地域ともおおむね重なる。

### 渭南方言
高知県の方言は、東部・中部（土佐弁参照）と西部（幡多弁参照）に大きな違いがあるとされる。愛媛県の方言（伊予弁参照）の区分方法についてはさまざまな説が提唱されているが、南予地方の方言（宇和島弁参照）には大きなまとまりがあるとされる。
1953年に杉山正世は、宇和島以南の地域の方言と高知県幡多郡南西部の方言が一つの方言区「渭南方言区」を構成するという見解を示した。この地域のアクセントは、四国の他地域（おおむね京阪式アクセントを用いる）と異なり東京式アクセントが使われているのが特徴である。語法や語彙にも九州方言系のものが多い、ともされる。「四国西南部方言」といった用語も用いられる（四国方言参照）。
『愛媛県史』（1985年）で「方言」について執筆した藤原与一は、南予と幡多を一つの方言とする見解に関し、アクセントについては「両県にまたがる四国西南部の一体性」が思われたとしながら、表現や語彙について「くにざかい」で大きな違いがあるとしており、婚姻や商売などで相互に影響が及ぶことは指摘しながらも、一つの方言として見ない方がよいのではないかとしている。